# تشاو دوك
تشاو دوك هي مدينة في فيتنام، تقع في محافظة أن زانغ، بلغ عدد سكانها 157,298 نسمة، تبلغ مساحتها 105.29 كيلومتر مربع.

## المناخ
يظهر الجدول التالي التغييرات المناخية على مدار السنة لتشاو دوك:
| البيانات المناخية لـتشاو دوك                                  | البيانات المناخية لـتشاو دوك | البيانات المناخية لـتشاو دوك | البيانات المناخية لـتشاو دوك | البيانات المناخية لـتشاو دوك | البيانات المناخية لـتشاو دوك | البيانات المناخية لـتشاو دوك | البيانات المناخية لـتشاو دوك | البيانات المناخية لـتشاو دوك | البيانات المناخية لـتشاو دوك | البيانات المناخية لـتشاو دوك | البيانات المناخية لـتشاو دوك | البيانات المناخية لـتشاو دوك | البيانات المناخية لـتشاو دوك |
| الشهر                                                         | يناير                        | فبراير                       | مارس                         | أبريل                        | مايو                         | يونيو                        | يوليو                        | أغسطس                        | سبتمبر                       | أكتوبر                       | نوفمبر                       | ديسمبر                       | المعدل السنوي                |
| ------------------------------------------------------------- | ---------------------------- | ---------------------------- | ---------------------------- | ---------------------------- | ---------------------------- | ---------------------------- | ---------------------------- | ---------------------------- | ---------------------------- | ---------------------------- | ---------------------------- | ---------------------------- | ---------------------------- |
| الدرجة القصوى °م (°ف)                                         | 34.9 (94.8)                  | 36.4 (97.5)                  | 37.0 (98.6)                  | 38.3 (100.9)                 | 36.8 (98.2)                  | 35.7 (96.3)                  | 35.4 (95.7)                  | 35.0 (95.0)                  | 34.2 (93.6)                  | 33.4 (92.1)                  | 33.6 (92.5)                  | 33.5 (92.3)                  | 38.3 (100.9)                 |
| متوسط درجة الحرارة الكبرى °م (°ف)                             | 30.4 (86.7)                  | 31.5 (88.7)                  | 33.3 (91.9)                  | 34.5 (94.1)                  | 33.2 (91.8)                  | 32.0 (89.6)                  | 31.7 (89.1)                  | 31.3 (88.3)                  | 31.0 (87.8)                  | 30.6 (87.1)                  | 30.3 (86.5)                  | 29.6 (85.3)                  | 31.6 (88.9)                  |
| المتوسط اليومي °م (°ف)                                        | 25.7 (78.3)                  | 26.1 (79.0)                  | 27.3 (81.1)                  | 28.5 (83.3)                  | 28.2 (82.8)                  | 27.6 (81.7)                  | 27.3 (81.1)                  | 27.5 (81.5)                  | 27.6 (81.7)                  | 27.4 (81.3)                  | 27.1 (80.8)                  | 25.8 (78.4)                  | 27.2 (81.0)                  |
| متوسط درجة الحرارة الصغرى °م (°ف)                             | 22.3 (72.1)                  | 22.5 (72.5)                  | 23.4 (74.1)                  | 24.8 (76.6)                  | 25.4 (77.7)                  | 25.0 (77.0)                  | 24.8 (76.6)                  | 25.1 (77.2)                  | 25.4 (77.7)                  | 25.2 (77.4)                  | 24.8 (76.6)                  | 22.9 (73.2)                  | 24.3 (75.7)                  |
| أدنى درجة حرارة °م (°ف)                                       | 17.0 (62.6)                  | 18.5 (65.3)                  | 17.5 (63.5)                  | 21.0 (69.8)                  | 21.9 (71.4)                  | 20.0 (68.0)                  | 21.1 (70.0)                  | 21.0 (69.8)                  | 21.2 (70.2)                  | 22.2 (72.0)                  | 19.8 (67.6)                  | 16.8 (62.2)                  | 16.8 (62.2)                  |
| الهطول مم (إنش)                                               | 7 (0.3)                      | 3 (0.1)                      | 18 (0.7)                     | 87 (3.4)                     | 164 (6.5)                    | 112 (4.4)                    | 132 (5.2)                    | 163 (6.4)                    | 160 (6.3)                    | 257 (10.1)                   | 151 (5.9)                    | 40 (1.6)                     | 1٬294 (50.9)                 |
| متوسط أيام هطول الأمطار                                       | 1.9                          | 1.0                          | 2.6                          | 8.5                          | 16.0                         | 17.8                         | 18.8                         | 18.7                         | 19.7                         | 20.5                         | 13.5                         | 4.7                          | 143.6                        |
| متوسط الرطوبة النسبية (%)                                     | 78.1                         | 79.5                         | 77.2                         | 77.0                         | 82.6                         | 83.9                         | 84.1                         | 83.3                         | 83.7                         | 82.7                         | 79.3                         | 77.5                         | 80.7                         |
| ساعات سطوع الشمس الشهرية                                      | 259                          | 245                          | 272                          | 237                          | 218                          | 178                          | 188                          | 180                          | 178                          | 188                          | 209                          | 236                          | 2٬589                        |
| المصدر: Vietnam Institute for Building Science and Technology |                              |                              |                              |                              |                              |                              |                              |                              |                              |                              |                              |                              |                              |